# Bataille de Retinne
La bataille de Retinne en Belgique fut un des nombreux affrontements violents qui se déroula au début de l'offensive allemande durant la Première Guerre mondiale.
Cette bataille appartenant aux combats de la bataille de Liège, à laquelle prit part le Generalquartiermeister Erich Ludendorff, se déroula les 5 et 6 août 1914. Malgré la défense acharnée à Retinne et Liéry, c'est par cet intervalle que la 14e brigade allemande pénètre dans la ceinture des forts de Liège. Elle fut suivie de destructions et de massacres de civils perpétrés par les forces allemandes.

## La ligne de défense entre les forts d'Évegnée et Fléron

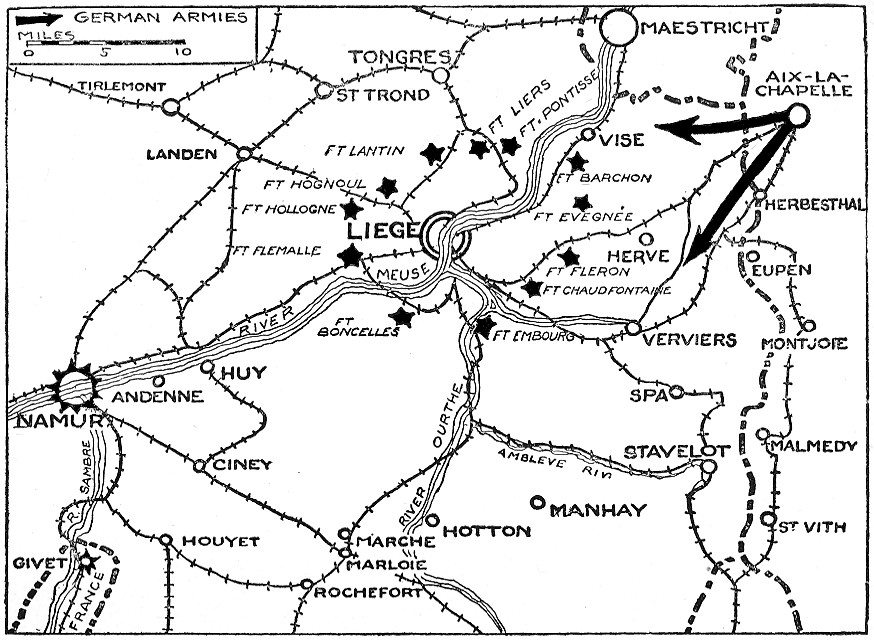
Début de la bataille de Liège : l'avance de la première et seconde armées allemandes.

Le 5 août 1914, la redoute 25, située au milieu d'un verger de Retinne, assure la défense du passage entre les forts d'Évegnée et de Fléron. Occupée par des hommes du 3e bataillon du 3e régiment du 14e de Ligne, et du 3e bataillon du 3e régiment du 34e, sous les ordres du colonel Jean Simonis, la ligne présente un défaut majeur sur son flanc latéral droit, la route Sur-Fossé-Liéry étant rendue invisible par la présence d'immeubles nouvellement construits. Pour remédier à ce problème, le génie construit une tranchée annexe.
Durant la soirée, le bruit des combats de Liéry parvient aux hommes. Le colonel Simonis et le capitaine Brocart circulent parmi la troupe, donnant instruction de ne tirer que lorsque les soldats allemands seront tout près.

## Le combat
Ludendorff qui a rassemblé des troupes débandées tente de contourner le carrefour de Liéry. Une sentinelle avertit le lieutenant Houssa de l'arrivée des troupes allemandes sur la route longeant la redoute 25. Les forces belges tirent. Les soldats allemands totalement surpris sont décimés, s'enfuient vers Sur-Fossé puis se regroupent, encerclant pratiquement la redoute. Alors que demeure une issue vers le fort d'Évegnée, les officiers décident de tenir la place, chaque homme ne disposant que de 60 cartouches. Le bataillon du 165e régiment d'infanterie allemand prend la redoute d'assaut. La batterie du lieutenant Mullenders soutient les défenseurs, tandis que les mitrailleuses allemandes entrent en action. Risquant l'encerclement, la tranchée annexe est abandonnée. La redoute est bombardée par quatre canons placés à 100 mètres. Les munitions pratiquement épuisées, les soldats belges n'auront bientôt d'autre choix que de continuer le combat à la baïonnette. Le matin du 6 août, les Allemands persuadés que les tirs d'artillerie ont tué ou mis en fuite les défenseurs, se ruent vers la place et sont à nouveau confronté à une rude résistance : le soldat Louis Claessens, de Diepenbeek, tireur d'élite, s'illustre en abattant chaque soldat allemand tentant de couper les fils barbelés. Totalement encerclés, coupés de toutes communications extérieures, la journée s'égrène au rythme des combats entrecoupée de périodes de calme.

## Un grave incident

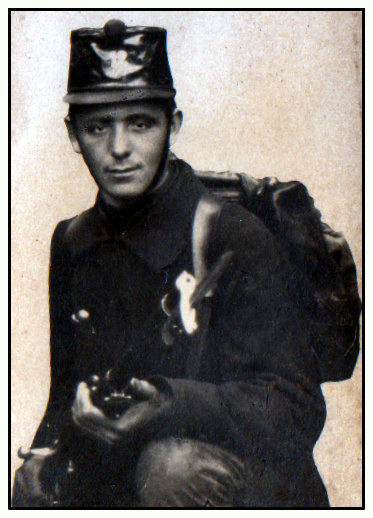
Alfred Ross, soldat au 12e de Ligne, tué à Retinne le 6 août 1914

Soudain, un officier allemand apparaît, porteur d'un drapeau blanc. Le colonel Simonis sort de la tranchée, immédiatement encerclé par une douzaine d'officiers et sous-officiers allemands. Afin d'éviter des massacres inutiles, il accepte d'abandonner la redoute à condition de disposer de 15 minutes pour partir avec hommes, armes et bagages, sans être poursuivi. Parole est donnée. Tous sortent des tranchées, les blessés portés par leurs camarades, se dirigent vers Saive. Six minutes après, les deux compagnies sont prises sous le feu de mitrailleuses, des fantassins sont tués, Simonis revient sur ses pas et constate que les survivants ont été faits prisonniers. Malgré les protestations, les survivants des deux régiments partiront en captivité en Allemagne. Les soldats belges tombés à Retinne sont inhumés au cimetière militaire de Rabosée.

## Le massacre de Retinne
Les troupes d'assaut ayant réussi à passer après avoir essuyé de lourdes pertes à Liéry et Retinne, c'est avec rage qu'ils traversèrent le village : ils massacrèrent des soldats sans arme, exécutèrent 40 civils et détruisirent 18 maisons.